# Varta–ELK Haus
Varta–ELK Haus war ein österreichisches Radsportteam, das von 1990 bis 1994 existierte. Es ist nicht zu verwechseln mit den Teams Elk Haus oder Varta-Café de Colombia.

## Geschichte
Das Team wurde 1990 unter der Leitung von Günther Greimel und Edouard Verstraeten gegründet. Im ersten Jahr konnte kein Sieg erreicht werden, jedoch konnte Platz 2 bei der österreichischen Meisterschaft im Straßenrennen, Platz 3 beim Grand Prix de Denain, Platz 6 beim Grote Prijs Stad Zottegem und Platz 9 beim Grand Prix de Rennes erwirkt werden. 1991 konnte das Team neben den beiden Siegen Platz 4 bei den USPRO Championships und Platz 6 bei dem Nationale Sluitingprijs erreichen. 1992 wurde noch Platz 8 bei Zomergem-Adinkerke und Platz 9 bei Dwars door Vlaanderen erarbeitet. 1992 wurde Platz 4 beim Omloop Vlaamse Scheldeboorden und Platz 9 bei Paris-Camembert erzielt. Außerdem nahm das Team 1993 das erst und einzige Mal an einer Grand Tour, der Vuelta a España, ohne Erfolg teil. 1994 konnte kein Sieg gleichwohl Platz 3 bei Omloop van het Houtland erreicht werden. Am Ende der Saison 1994 wurde das Team aufgelöst.
Hauptsponsoren waren der deutsche Batterienhersteller Varta und die österreichischen Fertighausfirma Elk-Fertighaus AG.

## Erfolge
1991
- eine Etappe Grand Prix Guillaume Tell
- Straßenengler Radsporttag

1992
- eine Etappe Herald Sun Tour
- Melbourne to Warrnambool Cycling Classic

1993
- Tour de l’Abitibi

## Bekannte ehemalige Fahrer
- Markus Hess (1990)
- Bernhard Rassinger (1990–1994)
- Arno Wohlfahrter (1990+1992)
- Paul Popp (1990–1994)
- Uwe Nepp (1992–1993)